# Pavaj
Pavajul este o îmbrăcăminte rutieră alcătuită din materiale în formă de blocuri, așezate pe un pat de nisip sau de mortar așternut pe fundația, pregătită în prealabil, a unui drum sau a unei curți.

## În România
În România, în anul 2010 s-au produs 12 milioane de metri pătrați de pavaje și borduri și circa 12,5 milioane de metri pătrați în 2011, cu o valoare totală de circa 70 de milioane de euro, atât în 2010 cât și în 2011.
În anul 2012, se estima că un român cheltuie între 25 și 35 de euro pe metru pătrat pentru efectuarea unei lucrări complete, suprafața medie pavată a unei curți era cuprinsă între 100 și 200 de metri pătrați, iar costul pe metrul pătrat include atât pavelele și bordurile, cât și terasamentele și materialele auxiliare.
În anul 2013, piața de borduri și pavele din România se situa la un volum de 13,5 milioane metri pătrați cu o valoare totală de 95 de milioane de euro
(12 milioane de metri pătrați și 66 de milioane de euro după altă estimare).

## Galerie foto

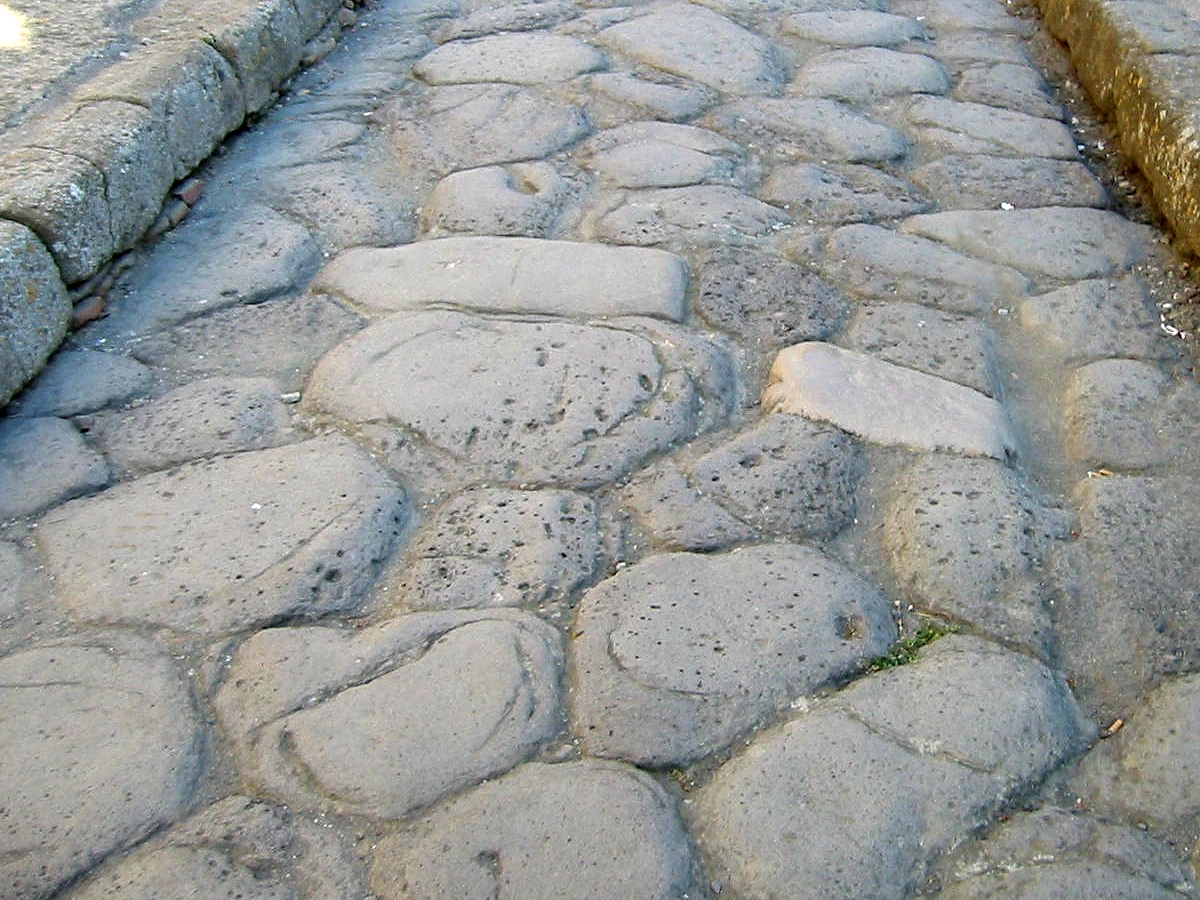
Pavaj roman în Herculaneum
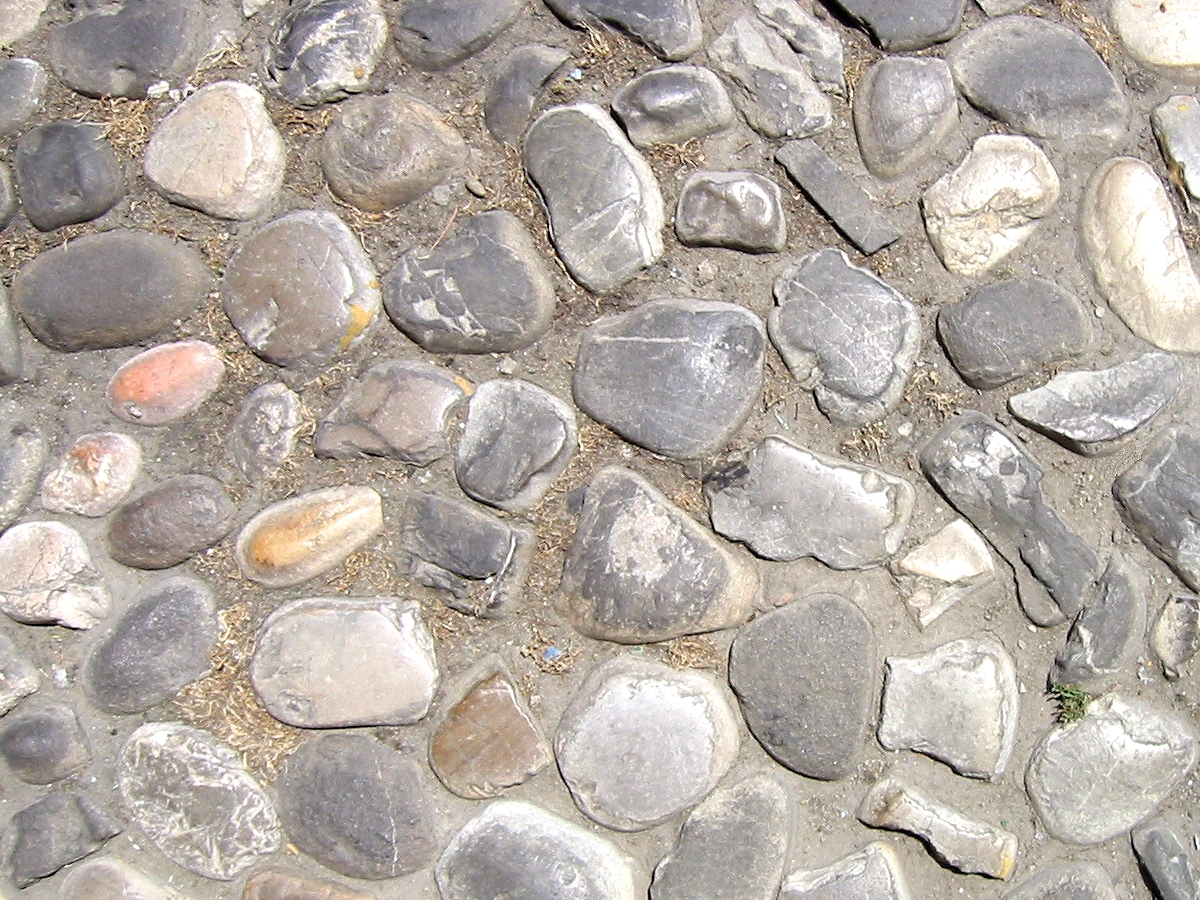
Pavaj în Italia
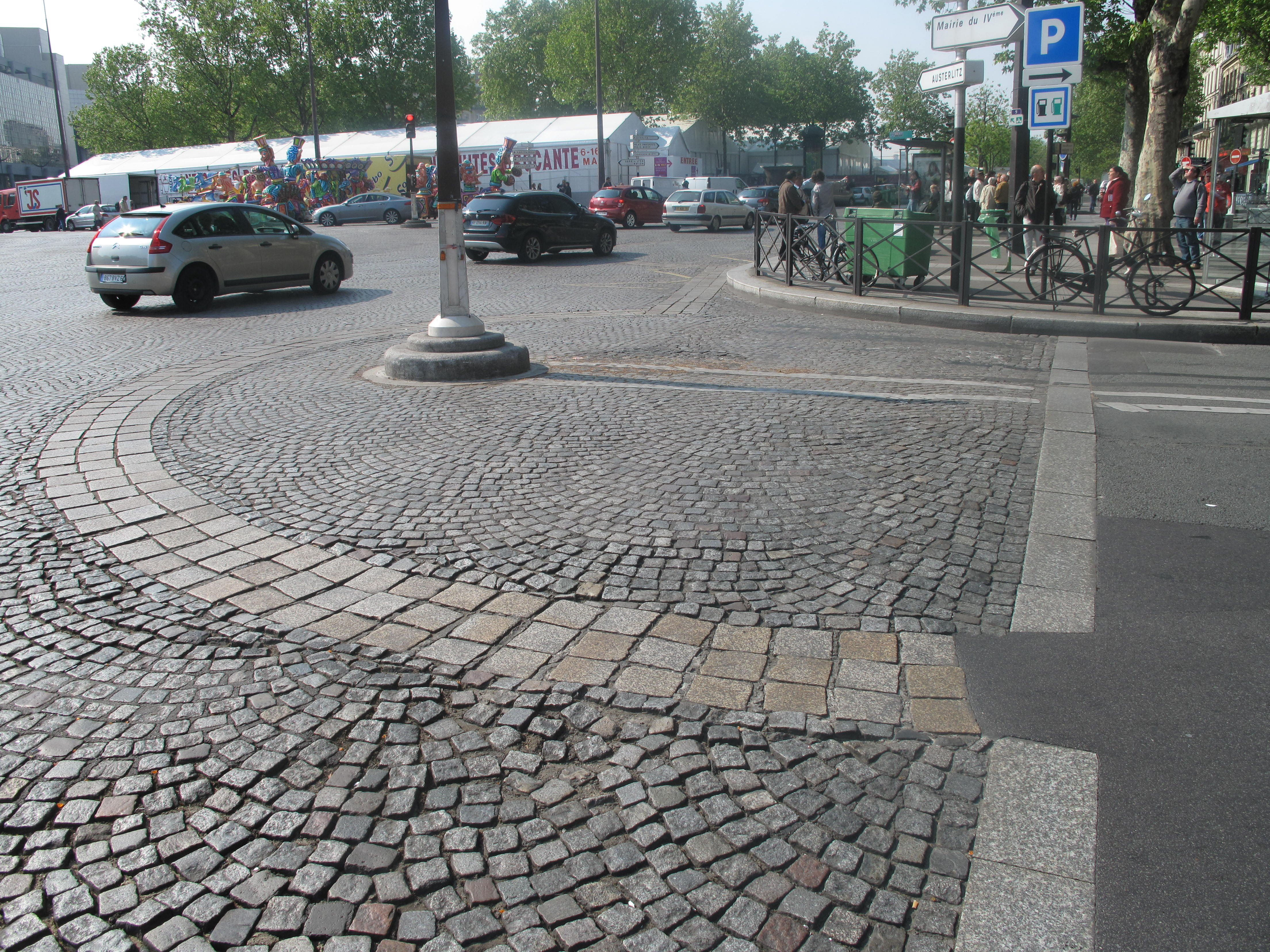
Pavaj în Paris
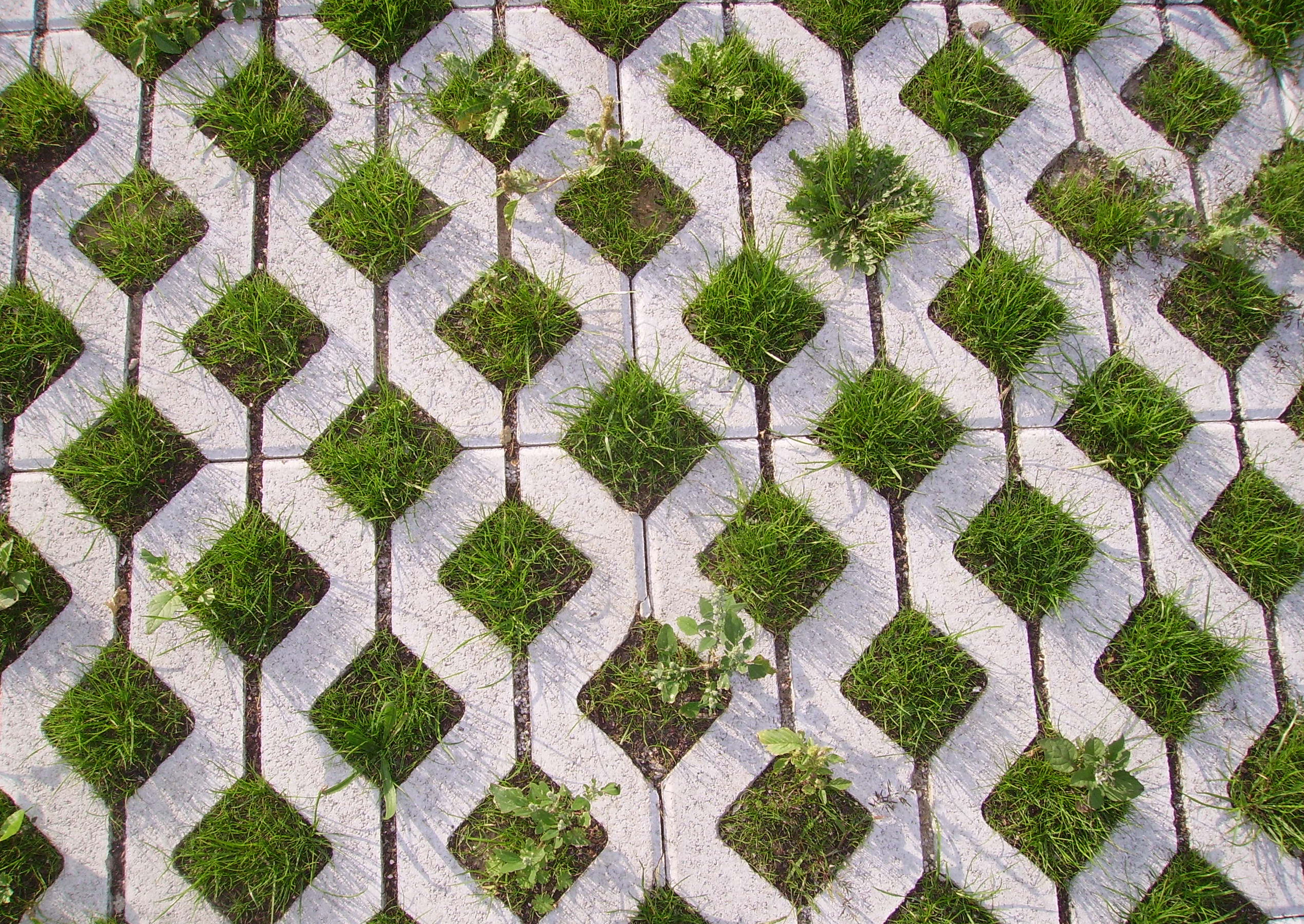
Pavaj permeabil
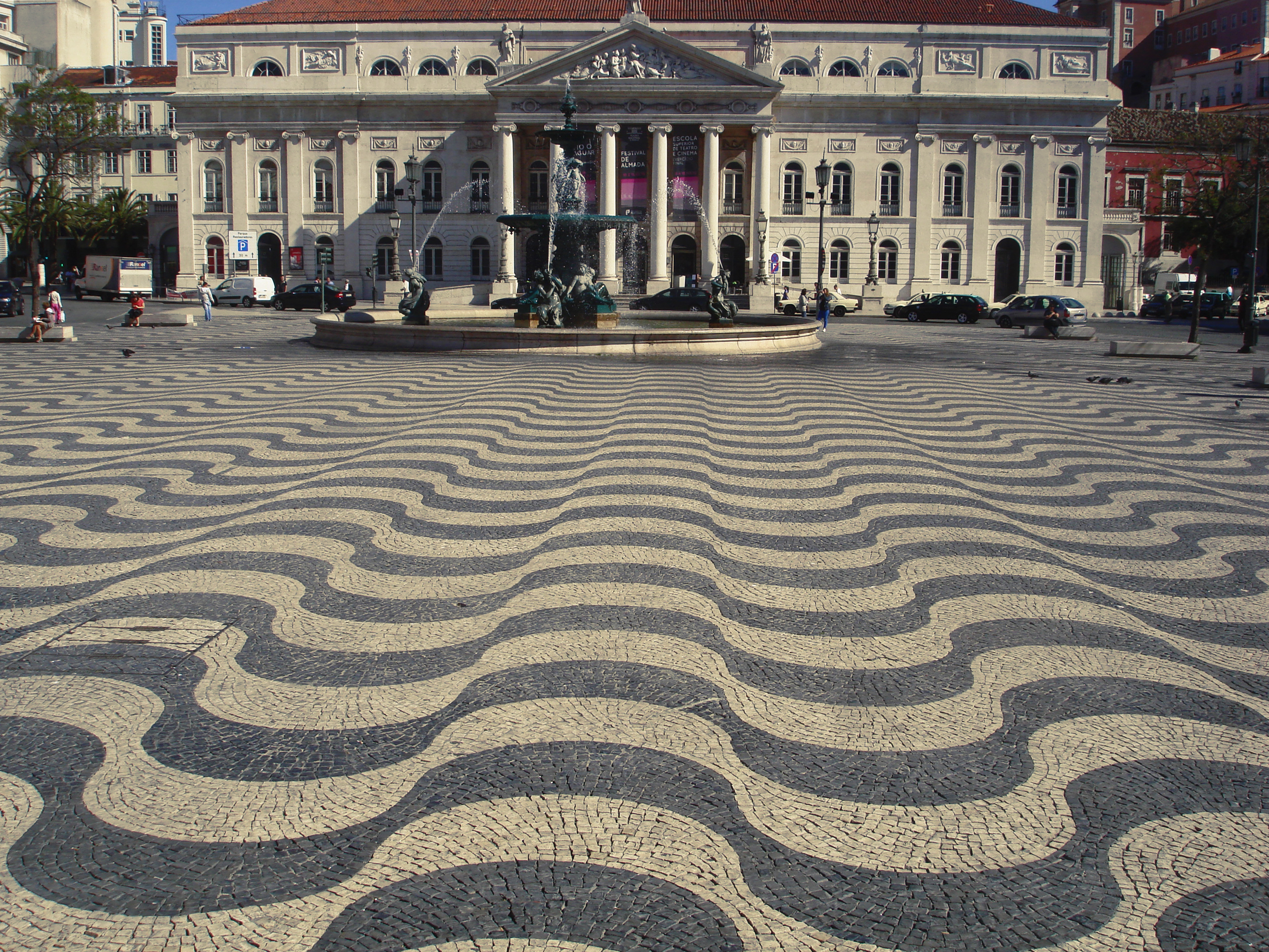
Pavaj portughez în Lisabona
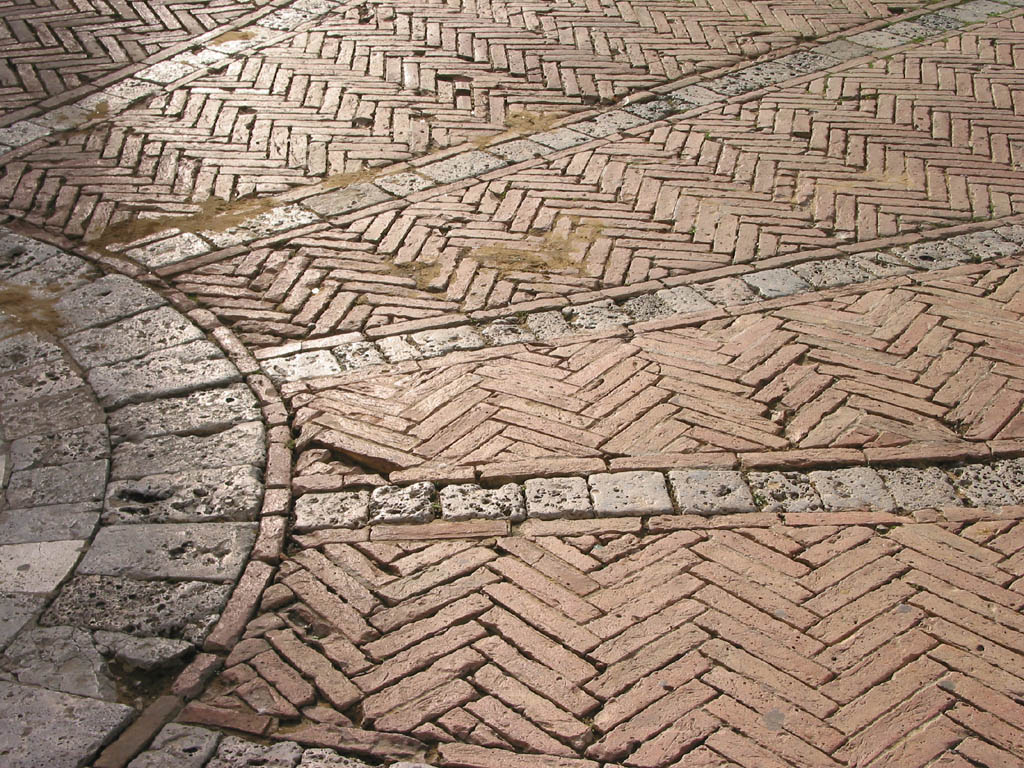
Pavaj din cărămidă în Piazza del Campo, Siena
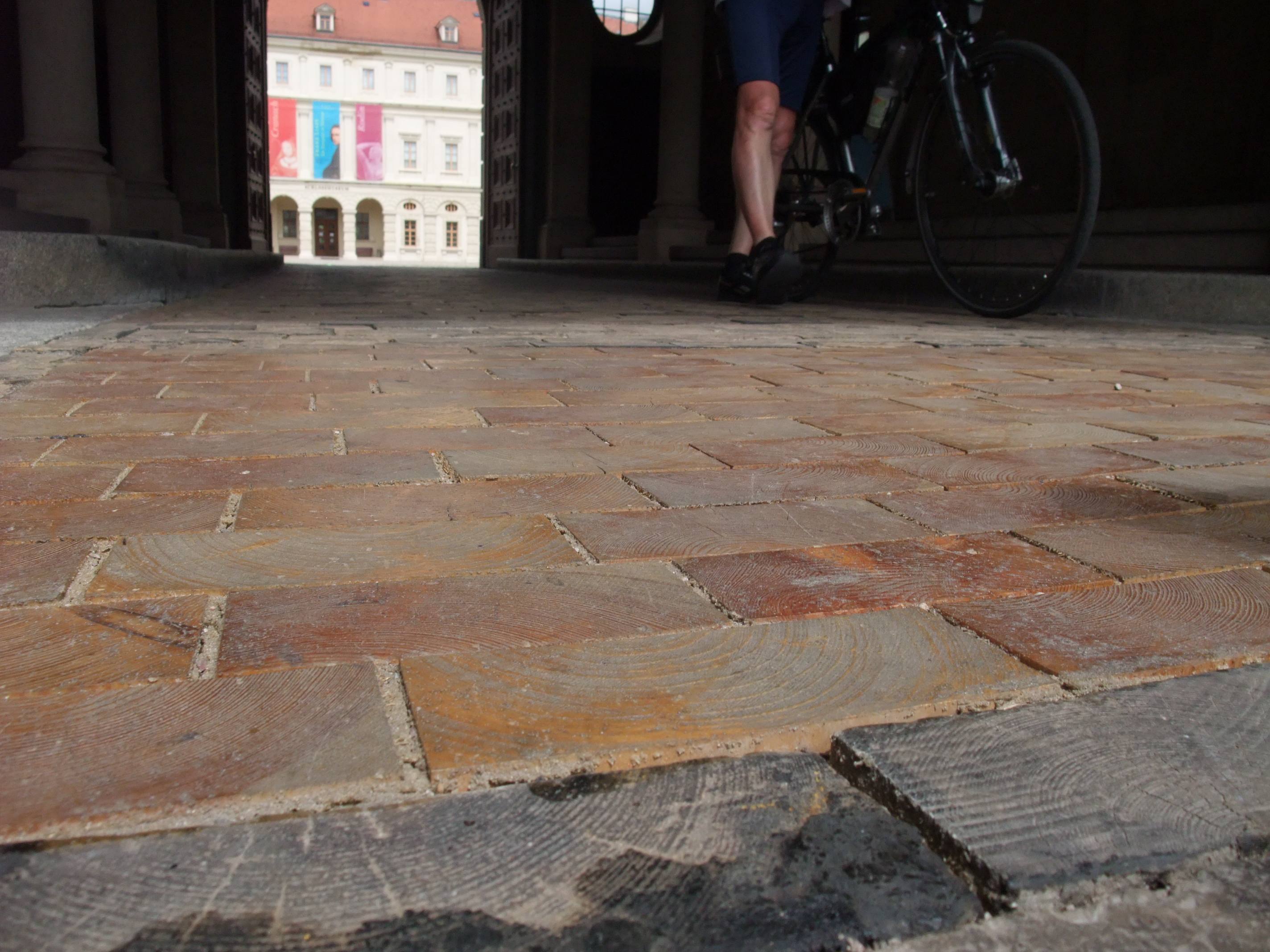
Pavaj din lemn folosit în casă